# BOOST UP! 〜Hilcrhyme Non-Stop MIX vol.1〜Mixed by DJ KATSU
『BOOST UP! 〜Hilcrhyme Non-Stop MIX vol.1〜Mixed by DJ KATSU』（ブースト・アップ ヒルクライム・ノンストップ・ミックス ボリューム・ワン ミックスト・バイ・ディージェイ・カツ）は、Hilcrhymeが2014年4月2日にユニバーサルJから発売した初のミックス・アルバム。

## 概要
同年2月26日に本作の発売が解禁された。DJ KATSUが監修を務めタイトルも付けている。特典として、オリジナル・バンパーステッカーを封入している。

## 収録曲
全作詞：TOC（29除く）
1. 純也と真菜実（1：24）[1]
作曲：DJ KATSU　編曲：Hilcrhyme & EQ
2. 春夏秋冬（1：02）[1]
作曲：DJ KATSU　編曲：Hilcrhyme
3. もうバイバイ（1：04）[1]
作曲：DJ KATSU　編曲：Hilcrhyme & EQ
4. パーソナルCOLOR（1：50）[1]
作曲：TOC & DJ KATSU　編曲：DJ KATSU
5. 蛍（2：22）[1]
作曲：TOC & DJ KATSU　編曲：DJ KATSU
6. Dancers Anthem（1：30）[1]
作曲：TOC & DJ KATSU　編曲：DJ KATSU
7. 二◯一一日本ニテ記（2：42）[1]
作曲：TOC & DJ KATSU　編曲：DJ KATSU
8. Kaleidoscope（2：17）[1]
作曲：TOC & DJ KATSU　編曲：DJ KATSU
9. 夜ノ音（2：19）[1]
作曲：TOC & DJ KATSU　編曲：DJ KATSU
10. Changes（1：26）[1]
作曲：TOC & DJ KATSU　編曲：DJ KATSU
11. Your Smile（2：16）[1]
作曲：TOC & GIORGIO CANCEMI　編曲：GIORGIO CANCEMI
12. ジグソーパズル（2：58）[1]
作曲：TOC & DJ KATSU　編曲：DJ KATSU
13. LAMP LIGHT（2：14）[1]
作曲：DJ KATSU　編曲：Hilcrhyme
14. 光（3：36）[1]
作曲：DJ KATSU　編曲：Hilcrhyme
15. チャイルドプレイ（2：28）[1]
作曲：DJ KATSU　編曲：Hilcrhyme
16. Moon Rise（2：45）[1]
作曲：TOC & DJ KATSU　編曲：DJ KATSU
17. 押韻見聞録（2：24）[1]
作曲・編曲：DJ KATSU
18. 臆病な狼（2：33）[1]
作曲：TOC & DJ KATSU　編曲：DJ KATSU
19. 青天井（2：13）[1]
作曲：TOC & DJ KATSU　編曲：DJ KATSU
20. 息吹（1：31）[1]
作曲：TOC & DJ KATSU　編曲：DJ KATSU
21. エール（1：40）[1]
作曲：TOC & DJ KATSU　編曲：DJ KATSU & Mine-Chang
22. ウィライキ（3：10）[1]
作曲：TOC & DJ KATSU　編曲：DJ KATSU
23. Lost love song（1：59）[1]
作曲：TOC　編曲：TOC & Satoru Kurihara & Shingo Kubota
24. Please Cry（2：10）[1]
作曲・編曲：DJ KATSU
25. BOYHOOD（3：23）[1]
作曲：TOC & DJ KATSU　編曲：DJ KATSU
26. 内容の無い手紙（3：03）[1]
作曲：TOC & DJ KATSU　編曲：DJ KATSU
27. BAR COUNTER（1：29）[1]
作曲：TOC & DJ KATSU　編曲：DJ KATSU
28. トラヴェルマシン（1：51）[1]
作曲：TOC & DJ KATSU　編曲：DJ KATSU
29. SEA BREEZE-Instrumental-（1：45）[1]
作曲・編曲：DJ KATSU
30. RIDERS HIGH（1：19）[1]
作曲：DJ KATSU　編曲：Hilcrhyme
31. 次ナル丘へ（2：46）[1]
作曲：TOC & DJ KATSU　編曲：DJ KATSU
32. Welcome Back（1：42）[1]
作曲：TOC & DJ KATSU　編曲：DJ KATSU